# Герцог де Шуазёль

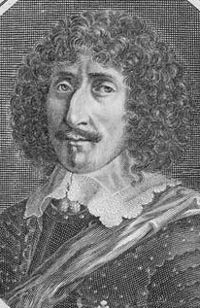
Сезар де Шуазёль дю Плесси-Прален, 1-й герцог де Шуазёль (1598—1675)

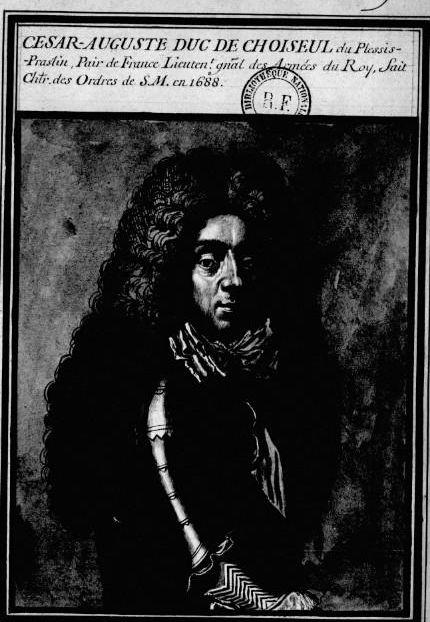
Сезар III Огюст де Шуазёль дю Плесси-Прален, 3-й герцог де Шуазёль(1637—1705)

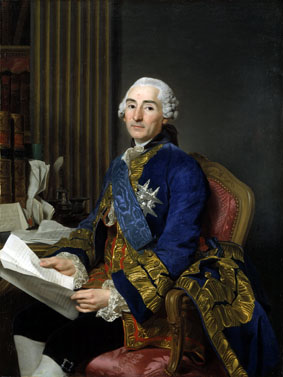
Сезар Габриэль де Шуазёль-Прален, 1-й герцог де Прален

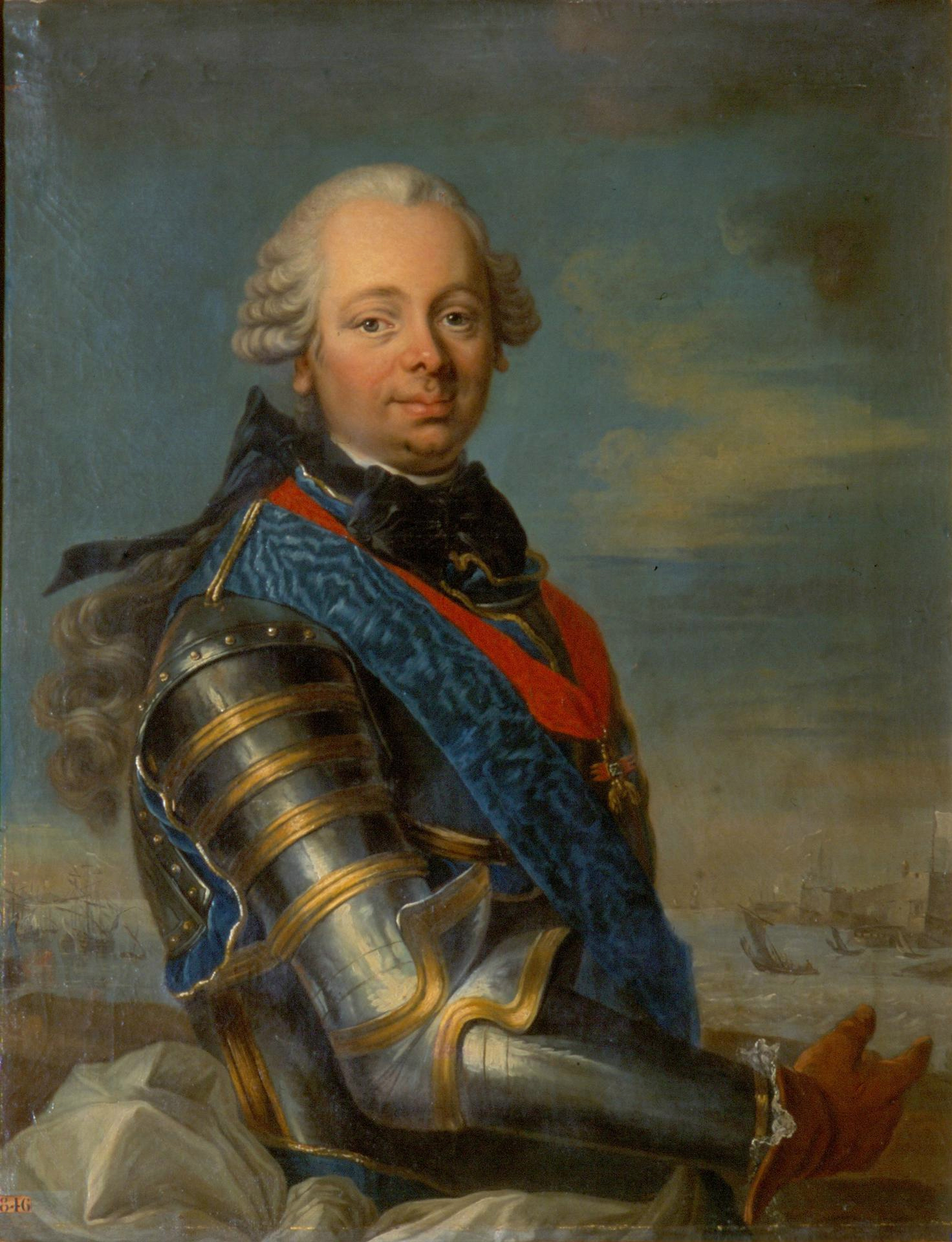
Этьенн Франсуа де Шуазёль, герцог д’Амбуаз и граф Стенвилль (1719—1785)

Герцог де Шуазёль — французский аристократический титул. Он был создан дважды в истории Франции (1665 и 1787 годах). Титулы герцогов де Прален, Стенвилль и Амбуаз носили представители дома Шуазёль.

## Герцог де Шуазёль (1665)
Герцогство-пэрство де Шуазёль было создано в 1665 году для маршала Сезара де Шуазёля, графа дю Плесси-Прален (1598—1675). Дом Плесси-Прален был младшей ветвью дома де Шуазёль.
- 1665—1675: Сезар I де Шуазёль (12 февраля 1598 — 23 декабря 1675), маршал Франции, 1-й герцог де Шуазёль, виконт де Сен-Жар, сын Ферри II де Шуазёля, третьего сына Ферри I де Шуазёля (ум. 1569) из линии Шуазёль-Прален.
- 1675—1684: Сезар II Огюст де Шуазёль (1664 — 18 мая 1684), 2-й герцог де Шуазёль, сын Александра де Шуазёля дю Плесси-Пралена (1634—1672), внук предыдущего
- 1684—1705: Сезар III Огюст де Шуазёль (1637 — 12 апреля 1705), 3-й герцог де Шуазёль, четвертый сын Сезара I де Шуазеля, 1-го герцога де Шуазёля. Скончался, не оставив после себя мужских потомков.

## Герцог де Прален(Шуазёль-Прален)
Титул герцога-пэра Пралена был создан в 1762 году для Сезара Габриэля де Шуазёля-Пралена, графа де Шевиньи (1712—1785). Он занимал посты министра иностранных дел Франции (1761—1766) и морского министра Франции (1766—1770). Сын Юбера де Шуазёля, маркиза де Шуазёля (ум. 1727), и Луизы-Генриетты де Бово.

## Герцог де Стенвиль (Шуазёль-Стенвиль)
Титул герцога-пэра де Стенвиля был создан в 1758 году для Этьена Франсуа де Шуазеля-Бопре, графа де Стенвиля (1719—1785). Он был старшим сыном Франсуа-Жозефа де Шуазёля, маркиза де Стенвиля (1700—1770), и дальним родственником предыдущего герцога де Шуазёля и известного министра короля Людовика XV. Этьен Франсуа де Шуазёль-Бопре занимал должности главного министра Франции (1758—1770) и министра иностранных дел Франции (1758—1761, 1766—1770).
В 1786 году Жак-Филипп де Шуазёль (1727—1789), маршал Франции, младший брат предыдущего, получил титул 2-го герцога де Шуазёль-Стенвиль. Он был женат с 1761 года на Томаззе Терезе де Клермон д’Амбуаз (1746—1789), дочери Жоржа-Жака де Клермон д’Амбуаза, маркиза де Рейнель (1726—1746). У супругов было две дочери: Мария Стефания (1763—1833), жена с 1778 года Клода Антуана Габриэля де Шуазёля (1760—1833), герцога де Шуазёль-Стенвиль, и Мария-Терезия (1767—1794), жена с 1782 года принца Жозефа де Монако (1767—1816).

## Герцог д’Амбуаз (Шуазёль-Амбуаз)
Титул герцога-пэра де Амбуаза был создан в 1764 году для Этьена Франсуа де Шуазеля-Бопре, графа де Стенвиля (1719—1785), главного министра короля Людовика XV. Герцогский титул угас после смерти его первого владельца.

## Герцог де Шуазёль (1787)

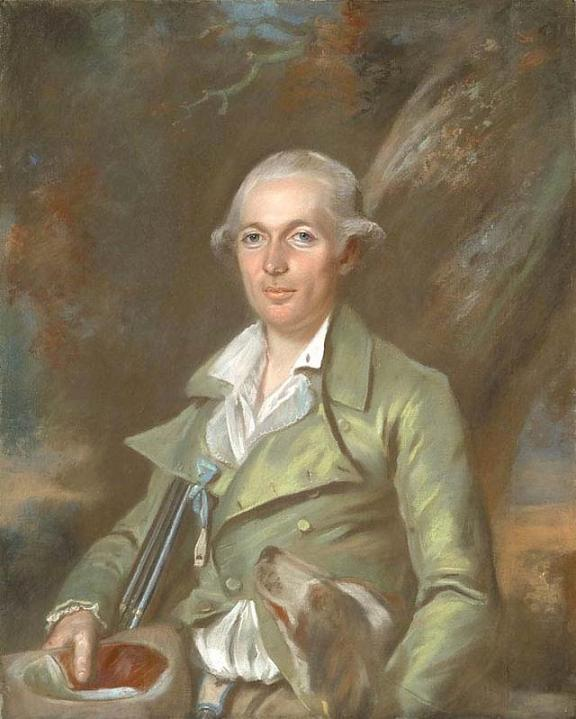
Клод Антуан Габриэль де Шуазёль, герцог де Шуазёль (1760—1838)

Титул герцога-пэра де Шуазёля был создан в 1787 году королем Людовиком XVI для Клода де Шуазёль-Бопре (1760—1838), двоюродного племянника герцога Этьена Франсуа де Шуазёля-Стенвилля, главного министра короля Людовика XV. После Реставрации Бурбонов в 1814 году герцог де Шуазёль был назначен членом Палаты пэров.
Королевский ордонанс от 15 мая 1818 года разрешил передачу герцогского титула Филиппу-Габриэлю де Мармье, графу де Мармье (1783—1845), зятю Клода Антуана Габриэля де Шуазёля, герцога де Шуазёля. 30 марта 1839 года Филипп-Габриэль де Мармье получил титул герцога де Мармье, но не стал наследственным членом Палаты пэров Франции.